# 波格丹一世

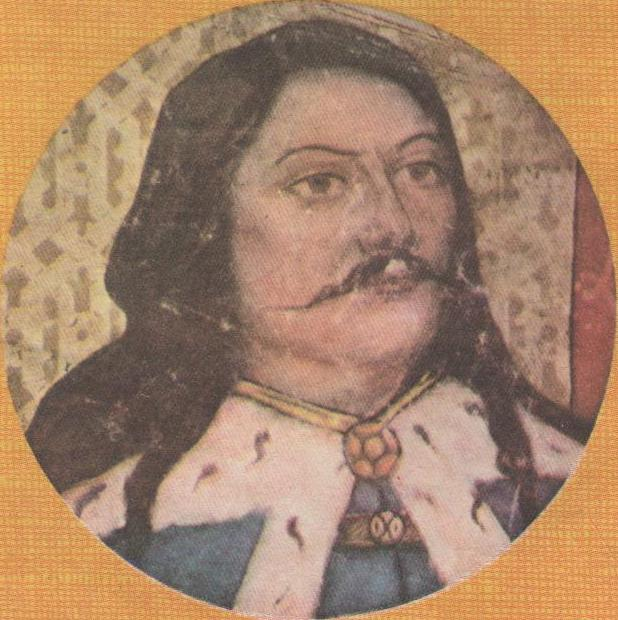
波格丹一世

波格丹一世 Bogdan I（？—1365年）摩尔多瓦大公（1359年—1365年在位）。他是独立的摩尔多瓦国家的第一代君主。
在波格丹一世自立为沃伊沃德（斯拉夫語：Voivode，意為軍隊總督、軍閥）前，摩尔多瓦是匈牙利王国的一部分。摩尔多瓦曾受金帐汗国统治；在蒙古人撤离欧洲之后，匈牙利国王查理一世在1323年派兵占领了摩尔多瓦。摩尔多瓦的第一代大公德拉格斯定都于巴伊亚（1353年），并承认自己是匈牙利的藩属。
波格丹一世领导一批追随者起义反对匈牙利的盘剥。他成功地翻跃喀尔巴阡山，推翻了匈牙利对摩尔多瓦的统治，于1359年把统治中心定在Radauti（后移至雅西）。波格丹一世拒绝承认匈牙利的宗主地位，建立了独立的摩尔多瓦公国。在波格丹一世在位期间，他把公国的疆域从喀尔巴阡山和普鲁特河之间扩展到德涅斯特河和黑海。
| 前任： 无 | 摩尔多瓦大公 | 继任： 拉茨库 |